# معظمها جرائم قتل
معظمها جرائم قتل هو كتاب سيرة ذاتية نُشر سنة 1959 بقلم الطبيب الشرعي الشهير السير سيدني سميث.

## الخلفية
الكتاب هو مذكرات لأشهر القضايا التي عمل عليها سميث خلال مسيرته المهنية، والتي امتدت عبر المملكة المتحدة، ونيوزيلندا، وأستراليا، ومصر، وسريلانكا.
صدر الكتاب في العديد من الطبعات البريطانية والأمريكية، كما تُرجم إلى عدة لغات.

## من أبرز القضايا
- جريمة محجر هوبتون (1913): إدانة باتريك هيغينز من وينشبره بقتل طفليه وإلقاء جثتيهما في المحجر، وكانت أول عملية إعدام في اسكتلندا في القرن العشرين.[9]
- اغتيال الحاكم العام سيردار (1924): القبض على قتلة الحاكم البريطاني العام للسودان الإنجليزي-المصري اللواء لي ستاك في القاهرة.[10]
- محاكمة سيدني فوكس (1929): إدانة سيدني هاري فوكس بقتل والدته بدافع الطمع.[11]
- قضية آني هيرن (1931): تبرئة آني هيرن من تهمة التسميم بالزرنيخ بفضل أدلة علمية تفوقت على الأدلة الظرفية.[12]
- قضية كريسي غال (1931): إدانة خاطئة مثيرة للجدل لبيتر كوين في مقتل كريسي غال رغم ضعف الأدلة الجنائية.[13]
- قضية سمكة القرش في سيدني (1935): تحقيق في حادثة غريبة أفرغت فيها سمكة قرش ذراعًا بشرية، مما أدى لكشف جريمة قتل.[14]
- جريمة روكستون المزدوجة (1935): إدانة بوك روكستون بعد تطوير تقنية مطابقة الجمجمة للوجه في الطب الشرعي.[15]
- القبض على لص فالكيرك (1937): أول استخدام للطب الشرعي في تحليل آثار الأقدام (علم الأقدام الجنائي).[16]
- تبرئة ماهاديفان ساتهاسيفام (1951): تبرئة لاعب الكريكيت السريلانكي ماهيديفان ساتهاسيفام من قتل زوجته وإدانة الخادم بدلًا منه.[17]

## وصلات خارجية
- Oxford Dictionary of National Biography، "Smith, Sir Sydney Alfred" بقلم فرانسيس كامبس